# Apogonia nitida
Apogonia nitida är en skalbaggsart som beskrevs av Moser 1913. Apogonia nitida ingår i släktet Apogonia och familjen Melolonthidae. Inga underarter finns listade i Catalogue of Life.